# 布農族精靈信仰
布農族傳統信仰屬於天神信仰以及精靈信仰，並對任何的超自然現象，如幻象存有懼怕的心理:26:35-46。

## 簡介

### 神話傳說

#### 始祖傳說
布農族本身對於祖先起源的傳說有多種說法，目前比較主要的說法為葫蘆生、蟲生、糞生等，另外有石生、狗生等版本。。

### 信仰種類
布農族的主要信仰可分為『天神（Dehanin/Dihanin/Diakanin）』和『精靈（Qanido/Hanito/Qanitu）』，而在精靈的概念裡面，並不會有神、鬼、靈魂的區分。
- Dehanin：代表天或天體、氣候等天上各種特殊能力的統稱，除了在災難時舉行的祭典外，平常族人並不會對它特別在意[10]。

- Qanido：是存在於自然之中，各種動物、植物、石頭、土地等地上的靈魂，它才是族人日常祭祀的對象[10]。 
  - 靈魂：布農族認為人的身上有兩個靈，分別為「住在人的左肩，記錄人惡行的惡之靈（Makwan hanido）」；以及「住在人的右肩，記錄著人善行的善之靈（Mashia hanido）」，此兩個哈尼圖（Hanido）主導著人的行為，一旦離開人體，人就會死亡。
    - 日本學者馬淵東一這樣描述這兩個哈尼圖（Hanido）：「依布農族的信仰，人有兩個精靈分在左右兩間。在右肩者柔和、友愛、寬仁；在左肩者則粗暴、易怒、貪婪。這些精靈受當事人心靈狀態所使喚，同時也有其獨立意志或情感，可反過來影響人的心靈狀態。」

#### 爭議
布農族文化中是否有神祇，學界中存有不同的爭論:30。
一、無神論（但可能有靈）
- 學者馬淵東一主張，布農族不存在掌管農作物的神，而是通過巫術直接與農作物進行溝通，並反覆進行儀式及遵守禁忌，以保證能夠獲得豐收。
- 黃應貴、葉家寧、楊淑媛、霍斯陸曼伐伐認為布農族屬於泛靈論-精靈信仰。

二、有神論
- 學者何廷瑞則主張，布農族祭師施行巫術時，祈禱詞中經常會有祈求豐收、家社平安、人畜繁榮等用語，表示布農族信仰當中應有「創造神」的概念[10]。
- 伍錐（伍睢）、達西烏拉彎·畢馬（田哲益）、洪膺詮則認為布農族的宗教信仰屬於馬克斯·韋伯《宗教社會學》（Religionssoziologie，1993）理論當中的一神信仰，除了Dehanin以外其餘的Qanido皆是鬼怪。

## 世界觀與神話中所提及到的生物
宇宙觀
布農族的宇宙觀，異於臺灣本島的其他原住民族群，布農族人堅信宇宙分為天界（Skyworld）、塵世（World）、陰間（Underworld）此“三界（Regions）”。而人類在死亡後既不會前往天界，也不會到達陰間，而是逗留在塵世的『鬼域』中徘徊。善靈則居住於『鬼域』的Masihalan-tu-asang，而惡靈則前往“鬼域”中的Maliklan。
主要生物
| 布農語                    | 內容                                                  | 註釋                     |
| ------------------------- | ----------------------------------------------------- | ------------------------ |
| Banban-lainal             | 大耳赤鬼。                                            |                          |
| Binduhan                  | 意為「七位被出草者」，為《流星射擊螃蟹》當中的存在。  | 即俗稱的“北斗七星”       |
| Haluhallu/Sollaiu/Kulatto |                                                       |                          |
| Kalasilis/Kali-lis Hanitu | 泥沼青鬼。                                            |                          |
| Kanvang                   |                                                       | 即地牛                   |
| Kukulpa                   | 癩蛤蟆，天神的寵物。                                  | 和鄒族非常相似           |
| Naikulan                  | 有尾人                                                |                          |
| Pokulau                   |                                                       |                          |
|                           | 擁有鐵矛（Punnu）的地底矮人，Kalupesupesu將其盜竊走。 | 可能與Naikulan為同一族。 |
| Salpusang                 | 不吉祥的鳥。                                          |                          |
| Saluso                    | 因戰爭而消失的矮人。                                  |                          |
| Takelili/Tsalutso         | 矮人。                                                |                          |
| Tan-Sidiav                | 會不斷長肉的老鼠。                                    |                          |
| Tataku-vali               |                                                       |                          |
|                           | 會發出發出Tustus聲音的鳥。                            |                          |
| Valiskai                  | 長得像猿猴的鳥。                                      |                          |
| 瓢葫男和鍋釜女            |                                                       |                          |
| 人鬼                      |                                                       |                          |

- シヤツポルカニト：吃死人的妖怪（死人を食う妖怪である）。
- マンカンノ：使人溺斃的妖怪（人の溺死するはこの妖怪のためである）。
- ムテンコル：使人跌倒的妖怪（人が墜落・顛倒するはこの妖怪の所為である）。
- ルブルブン：引起風的妖怪（風を起こす妖怪である）。

### 其他
在王孝廉的《花與花神》的記載中，布農族人相信將煮過的黑豆撒向惡靈可以將其驅趕上天，而天上的彩虹就是被黑豆撒過的惡靈所變成的。